# Slovenië op de Olympische Winterspelen 1994
Tijdens de Olympische Winterspelen van 1994, die in Lillehammer (Noorwegen) werden gehouden, nam Slovenië voor de tweede keer deel.

## Medailleoverzicht
| Sport       | Olympiër      | Discipline     | Medaille |
| ----------- | ------------- | -------------- | -------- |
| Alpineskiën | Jure Košir    | slalom (m)     | Brons    |
| Alpineskiën | Alenka Dovžan | combinatie (v) | Brons    |
| Alpineskiën | Katja Koren   | slalom (v)     | Brons    |

## Deelnemers en resultaten
(m) = mannen, (v) = vrouwen 

### Alpineskiën
| Olympiër       | Discipline       | Resultaat | Prestatie                                                       |
| -------------- | ---------------- | --------- | --------------------------------------------------------------- |
| Gregor Grilc   | reuzenslalom (m) | 24e       | 2.57,13 (+4,67) 1.31,38+1.25,75                                 |
| Gregor Grilc   | slalom (m)       | dq-1      | diskwalificatie run 1 dq (1.02,46)                              |
| Gregor Grilc   | combinatie (m)   | 23e       | 3.26,03 (+8,50) afdaling: 1.45,61 slalom: 1.40,42 (50,97+49,45) |
| Jernej Koblar  | super g (m)      | 29e       | 1.35,16 (+2,63)                                                 |
| Jernej Koblar  | reuzenslalom (m) | 22e       | 2.56,67 (+4,21) 1.30,75+1.25,92                                 |
| Jure Košir     | reuzenslalom (m) | 23e       | 2.57,10 (+4,64) 1.31,30+1.25,80                                 |
| Jure Košir     | slalom (m)       | Brons     | 2.02,53 (+0,51) 1.02,55+59,98                                   |
| Jure Košir     | combinatie (m)   | 10e       | 3.20,58 (+3,05) afdaling: 1.42,17 slalom: 1.38,41 (50,23+48,18) |
| Mitja Kunc     | super g (m)      | 28e       | 1.35,15 (+2,62)                                                 |
| Mitja Kunc     | reuzenslalom (m) | 14e       | 2.54,07 (+1,61) 1.28,90+1.25,17                                 |
| Mitja Kunc     | slalom (m)       | 4e        | 2.02,62 (+0,60) 1.02,82+59,80                                   |
| Mitja Kunc     | combinatie (m)   | 7e        | 3.19,55 (+2,02) afdaling: 1.40,01 slalom: 1.39,54 (50,88+48,66) |
| Andrej Miklavc | slalom (m)       | 10e       | 2.04,35 (+2,33) 1.02,57+1.01,78                                 |
| Miran Ravter   | afdaling (m)     | 35e       | 1.48,48 (+2,73)                                                 |
| Miran Ravter   | super g (m)      | 22e       | 1.34,73 (+2,20)                                                 |
| Miran Ravter   | combinatie (m)   | 11e       | 3.20,68 (+3,15) afdaling: 1.38,88 slalom: 1.41,80 (52,46+49,34) |
|                |                  |           |                                                                 |
| Alenka Dovžan  | afdaling (v)     | 16e       | 1.38,07 (+2,14)                                                 |
| Alenka Dovžan  | super g (v)      | dnf       | opgave                                                          |
| Alenka Dovžan  | reuzenslalom (v) | dnf-2     | opgave run 2 1.22,66+dnf                                        |
| Alenka Dovžan  | slalom (v)       | dnf-1     | opgave run 1                                                    |
| Alenka Dovžan  | combinatie (v)   | Brons     | 3.06,64 (+1,48) afdaling: 1.28,67 slalom: 1.37,97 (50,01+47,96) |
| Urška Hrovat   | super g (v)      | 26e       | 1.24,49 (+2,34)                                                 |
| Urška Hrovat   | reuzenslalom (v) | 20e       | 2.38,16 (+7,19) 1.23,61+1.14,55                                 |
| Urška Hrovat   | slalom (v)       | 8e        | 1.58,07 (+2,06) 1.00,38+57,69                                   |
| Urška Hrovat   | combinatie (v)   | 14e       | 3.14,75 (+9,59) afdaling: 1.34,60 slalom: 1.40,15 (51,72+48,43) |
| Katja Koren    | afdaling (v)     | 10e       | 1.37,69 (+1,76)                                                 |
| Katja Koren    | super g (v)      | 7e        | 1.22,96 (+0,81)                                                 |
| Katja Koren    | reuzenslalom (v) | dnf-1     | opgave run 1                                                    |
| Katja Koren    | slalom (v)       | Brons     | 1.56,61 (+0,60) 59,00+57,61                                     |
| Katja Koren    | combinatie (v)   | 6e        | 3.09,59 (+4,43) afdaling: 1.30,59 slalom: 1.39,00 (50,28+48,72) |
| Špela Pretnar  | afdaling (v)     | 23e       | 1.38,50 (+2,57)                                                 |
| Špela Pretnar  | super g (v)      | dnf       | opgave                                                          |
| Špela Pretnar  | reuzenslalom (v) | 12e       | 2.36,11 (+5,14) 1.22,81+1.13,30                                 |
| Špela Pretnar  | slalom (v)       | 11e       | 1.58,65 (+2,64) 1.00,78+57,87                                   |
| Špela Pretnar  | combinatie (v)   | dnf-s1    | opgave slalom run 1 afdaling: 1.29,91                           |

### Biatlon
| Olympiër                                                  | Discipline             | Resultaat | Prestatie |
| --------------------------------------------------------- | ---------------------- | --------- | --- |
| Boštjan Lekan                                             | 20 km (m)              | 59e       | 1:05.12,3 (+8.47,0) pen.: 5 (3 + 2 + 0 + 0)                                                                                 |
| Janez Ožbolt                                              | 10 km (m)              | 9e        | 29.35,8 (+1.28,8) pen.: 0 (0 + 0)                                                                                           |
| Janez Ožbolt                                              | 20 km (m)              | 29e       | 1:01.19,1 (+4.53,8) pen.: 3 (1 + 0 + 2 + 0)                                                                                 |
| Jože Poklukar                                             | 10 km (m)              | 59e       | 32.31,7 (+4.24,7) pen.: 3 (2 + 1)                                                                                           |
| Jure Velepec                                              | 20 km (m)              | 38e       | 1:01.58,0 (+4.32,7) pen.: 2 (0 + 1 + 0 + 1)                                                                                 |
| Uroš Velepec                                              | 10 km (m)              | 36e       | 31.07,5 (+3.00,5) pen.: 2 (1 + 1)                                                                                           |
| Team Uroš Velepec Jure Velepec Boštjan Lekan Janez Ožbolt | 4x7,5 km estafette (m) | 10e       | 1:34.19,6 (+3.57,5) pen.: 1 23.37,4 pen.: 0 (0 + 0) 23.59,8 pen.: 1 (0 + 1) 23.34,6 pen.: 0 (0 + 0) 23.07,8 pen.: 0 (0 + 0) |
|                                                           |                        |           | |
| Andreja Grašič                                            | 7,5 km (v)             | 18e       | 27.17,9 (+1.09,1) pen.: 3 (2 + 1)                                                                                           |
| Andreja Grašič                                            | 15 km (v)              | 44e       | 59.09,3 (+7.02,7) pen.: 9 (2 + 3 + 3 + 1)                                                                                   |

### Schansspringen
| Olympiër                                                    | Discipline                     | Resultaat | Prestatie |
| ----------------------------------------------------------- | ------------------------------ | --------- | --- |
| Samo Gostiša                                                | normale schans individueel (m) | 28e       | 210,0 punten 105,5 p. (86,5 m) + 104,5 p. (85,5 m) |
| Dejan Jekovec                                               | normale schans individueel (m) | 41e       | 174,0 punten 79,0 p. (74,0 m) + 95,0 p. (82,0 m) |
| Matjaž Kladnik                                              | normale schans individueel (m) | 19e       | 226,5 punten 119,0 p. (92,5 m) + 107,5 p. (87,5 m) |
| Matjaž Kladnik                                              | grote schans individueel (m)   | 27e       | 155,1 punten 85,4 p. (105,5 m) + 69,7 p. (96,5 m) |
| Robert Meglič                                               | normale schans individueel (m) | 14e       | 233,0 punten 121,0 p. (93,0 m) + 112,0 p. (88,5 m) |
| Robert Meglič                                               | grote schans individueel (m)   | 9e        | 217,5 punten 114,1 p. (122,0 m) + 103,4 p. (113,0 m) |
| Franci Petek                                                | grote schans individueel (m)   | 38e       | 132,2 punten 69,5 p. (95,0 m) + 62,7 p. (91,5 m) |
| Matjaž Zupan                                                | grote schans individueel (m)   | 33e       | 140,4 punten 67,5 p. (95,0 m) + 72,9 p. (98,0 m) |
| Team Matjaž Kladnik Matjaž Zupan Samo Gostiša Robert Meglič | grote schans team (m)          | 9e        | 739,4 punten 96,9 p. (110,5 m) + 66,9 p. (95,5 m) 94,7 p. (109,0 m) + 85,5 p. (105,0 m) 87,8 p. (106,0 m) + 92,4 p. (108,0 m) 97,9 p. (110,5 m) + 117,3 p. (121,0 m) |

Amerikaanse Maagdeneilanden · Amerikaans-Samoa · Andorra · Argentinië · Armenië · Australië · België · Bermuda · Bosnië en Herzegovina · Brazilië · Bulgarije · Canada · Chili · China · Chinees Taipei · Cyprus · Denemarken · Duitsland · Estland · Fiji · Finland · Frankrijk · Georgië · Griekenland · Groot-Brittannië · Hongarije · IJsland · Israël · Italië · Jamaica · Japan · Kazachstan · Kirgizië · Kroatië · Letland · Liechtenstein · Litouwen · Luxemburg · Mexico · Moldavië · Monaco · Mongolië · Nederland · Nieuw-Zeeland · Noorwegen · Oekraïne · Oezbekistan · Oostenrijk · Polen · Portugal · Puerto Rico · Roemenië · Rusland · San Marino · Senegal · Slovenië · Slowakije · Spanje · Trinidad en Tobago · Tsjechië · Turkije · Verenigde Staten · Wit-Rusland · Zuid-Afrika · Zuid-Korea · Zweden · Zwitserland